# 100 људи 100 ћуди
100 људи 100 ћуди је српска верзија америчког квиза Фемили фјуд, који се приказује у Сједињеним Америчким Државама од 2. јула 1976.
Квиз се у Србији приказује од 2. априла 2018. на Првој српској телевизији, са истим концептом као и америчка верзија. Водитељка квиза је Анђелка Прпић.

## Преглед емисије
| Сезона | Бр. епизода | Почетак емитовања   | Крај емитовања     |
| ------ | ----------- | ------------------- | ------------------ |
| 1      | 60          | 2. април 2018.      | 22. јун 2018.      |
| 2      | 75          | 17. септембар 2018. | 28. децембар 2018. |
| 3      | 85          | 25. фебруар 2019.   | 21. јун 2019.      |

## Концепт
Два породична тима од пет такмичара (смањена на четири такмичара за сезону 1994—95) сваки се такмичи да освоји новац и награде. Првобитна верзија емисије почела је са увођењем породица, које су седеле једна насупрот друге, као да позирају за породичне портрете, након чега их је водитељ интервјуисао.
За разлику од већине квизова, не постоји минимална старосна доб потребна за учешће у породичној игри, иако свака породица мора имати најмање једну особу која има 18 или више година. Свака рунда почиње питањем фејс-оф које служи као бацање између два супротстављена такмичара. Водитељ пита анкетно питање које је претходно било постављено групи од 100 људи (нпр, „Наведите сат када ћете устати у недјељу ујутро”). Одређени број одговора прикривен је на табли, рангиран према популарности одговора анкете. На плочи се могу појавити само одговори од најмање двије особе. Први такмичар који је зујао даје одговор; ако је најпопуларнија, његова / њена породица одмах осваја лицемјер. У супротном, противник одговара и члан породице који даје виши ранг добија. Кравате су разбијене у корист такмичара који први улази. Ако се ниједан одговор такмичара не налази на табли, осталих осам такмичара има шансу да одговори један по један са наизменичних страна, све док се не открије одговор. Породица која победи на лицу може да изабере да постави питање или да пренесе контролу својим противницима (осим на Камбс верзији, када је породица која је победила аутоматски добила контролу над питањем).
Породица са контролом питања затим покушава да победи у рунди погађањем свих преосталих скривених одговора, при чему сваки члан даје један одговор у низу. Давање одговора не на табли, или ако се не одговори у предвиђеном времену, зарађује један штрајк. Ако породица зарађује три ударца, њиховим противницима се даје једна шанса да „украду” бодове за рунду тако што ће погодити преостали скривени одговор; ако то не учини, бодови се враћају породици која је првобитно имала контролу. Ако је противницима пружена могућност да „украду” бодове, онда је само капетан њиховог тима дужан да одговори на питање (осим на Камбс верзији, где су сви чланови тима морали да одговоре). Међутим, капетан екипе има финални резултат. реците какав је одговор дат. Затим се откривају сви преостали скривени одговори на табли који нису погодили.
Док породица има контролу над питањем, члановима није дозвољено да разговарају о могућим одговорима; свака особа мора индивидуално да одговори. Међутим, супротна породица може се припремити за покушај крађе, а њихов капетан мора одговорити на њих када се такав покушај изврши.
Одговори вреде један бод за сваку особу у анкети од 100 чланова која их је дала. Породица која је победила у свакој рунди добија укупне бодове за све откривене одговоре на то питање, укључујући и оне које су дане током сусрета, али искључујући онај који се користи за крађу (ако је примјењиво). Број одговора на табли се смањује од круга до круга, а како игра напредује, одређене рунде се играју за двоструку или троструку вриједност. Прва породица која постигне 300 поена добија игру и напредује у бонус рунду за брз новац за шансу да освоји кеш бонус. До 1992. године, оба тима су добила по 1 долар по боду.
До 1999. године, игра се наставила нормално све док једна породица није достигла потребну суму да би победила. Од тада, ако ниједна екипа не постигне погодак након четири рунде (или, од 1999. до 2002. године, ако су обе екипе биле повезане са истим резултатом после финалне рунде), једно последње питање се игра за троструку вредност са само приказаним одговором # 1.
Циљ од 300 бодова је био на снази у правилима готово сваке верзије емисије. Међутим, када је програм премијерно приказан 1976. године, циљ је био 200 бодова. За сезону 1984—85 и дневног и синдицираног програма, циљ је повећан на 400 бодова. Неколико сезона након повратка у синдикат 1999. године није било конкретног циља. Уместо тога, одиграна су четири кола, а последњи за тројке и само један ударац. Породица са највише поена после четвртог кола је победила.